# Germaine Greer
Germaine Greer   (Melbourne, 29 de gener de 1939) és una escriptora i professora australiana considerada una de les feministes més importants del segle xx. És una de les representants del moviment Women's Lib.
Professora de literatura anglesa a la Universitat de Warwick (Anglaterra). El seu llibre més popular va ser The female Eunuch.
En la seva joventut ella mateixa es considerava com una anarquista. Ha escrit sobre les pròpies experiències respecte al lesbianisme, la violació, l'avortament, la infertilitat i el fracàs matrimonial.
En diversos llibres manté la tesi que la família tradicional, nuclear, suburbana i consumista reprimeix la sexualitat femenina i la converteix en un eunuc. Reivindica una sexualitat desinhibida i sense prejudicis. Les idees de Greer han generat controvèrsia des que el seu primer llibre, The Female Eunuch (1970), la va convertir en un nom familiar. Un èxit de vendes internacional i un text de referència en el moviment feminista. , va oferir una desconstrucció sistemàtica d'idees com ara femenitat i feminitat, argumentant que les dones estaven obligades a assumir rols de submissió a la societat per complir les fantasies masculines del que suposava ser dona.

## Llibres de l'autora
- The Female Eunuch, 1970, ISBN 0374527628
Deutsch:
- The Obstacle Race:The Fortunes of Women Painters and Their Work, 1980, ISBN 1860646778
- Sex and Destiny: The Politics of Human Fertility, 1984, ISBN 0060912502
- Shakespeare, 1986, ISBN 0192875396
- The Madwoman's Underclothes: Essays and Occasional Writings, 1986, ISBN 0871133083
- Daddy, We Hardly Knew You, 1989, ISBN 0241125383
- The Change : Women, Aging and the Menopause, 1993, ISBN 0449908534
- The Whole Woman, 1999, ISBN 0385720033
- One Hundred Poems by Women, 2001, ISBN 0571207340
- Shakespeare: A Very Short Introduction, 2002, ISBN 0192802496
- The Beautiful Boy, 2003, ISBN 0847825868
- Chico, El - El Efebo En Las Artes, 2004, ISBN 8449426006
- Whitefella Jump Up: The Shortest Way To Nationhood, 2004, ISBN 1861977395